# Impulsoszillometrie
Die Impulsoszillometrie ist ein Verfahren zur mechanischen Analyse der Atmung (Lungenfunktionsuntersuchung) und dient insbesondere zur Bestimmung des Atemwegswiderstandes. Über den Atemwegswiderstand hinaus erfasst es auch die Trägheits- und Dehnbarkeitswiderstände von Lunge und Thorax. Die Ergebnisse können zur Diagnose von Atemwegskrankheiten herangezogen werden.

## Geschichte
Auf den Grundlagen der Oszillometrie basierend entwickelten E. Müller und J. Vogel ein Messverfahren dessen pneumatische Anregung variierte. Das auf den Patienten applizierte Frequenzgemisch wurde mit Hilfe eines Druckimpulses erzeugt. Der Vorteil gegenüber anderen Anregungssignalen liegt in der Signaldauer von wenigen Sekunden und der einfachen technischen Realisierung mit Hilfe eines Lautsprechers.

## Messapparatur
Ein Messaufnehmer, der Druck und Fluss gleichzeitig erfassen kann, befindet sich in der Nähe des Patienten. Dieser atmet über ein Mundstück durch den Messaufnehmer, an dessen Ende sich ein Lautsprecher sowie ein definierter Abschlusswiderstand befinden. Bereits technisch realisierte Messapparaturen verwenden meist einen Lautsprecher als Impulsgenerator. Der Patient atmet durch den Messaufnehmer und einen Metallsieb als definierten Abschlusswiderstand.

## Messverfahren

Ein beispielhafter Aufbau eines Messsystems

Der Patient atmet in Ruhe durch einen mechanischen Aufbau, an dessen proximalen Ende ein definierter Strömungswiderstand die Atmung hemmt. In diesen Atemkanal wird ein pneumatischer Impuls eingekoppelt. Der Großteil der Energie des Impulses geht am distalen Ende des Apparates verloren. Ein anderer, vom Atemwegswiderstand abhängiger, Anteil wird auf den Patienten gegeben. Bedingt durch die resistiven und inertiven Komponenten der Atemwegsimpedanz des Patienten baut sich ein Druck {\displaystyle p(t)} in der Nähe des Mundstücks auf. Der zugehörige Flussimpuls {\displaystyle {\dot {V}}(t)} ist ebenfalls messbar und dem Atemluftstrom überlagert.
Druck und Fluss werden vom Messaufnehmer erfasst, welcher in der Nähe des Patienten platziert ist. Auf der Basis mehrerer Impulse wird die Messwertaufbereitung vorgenommen. Aufgrund der Normalatmung des Patienten setzen sich Druck- und Flusssignale aus der applizierten Impulsform und einer Sinusschwingung der Atemfrequenz zusammen. Die einzelnen Impulse werden aus den Messwerten extrahiert und mit Hilfe einer Basislinienkorrektur annähernd von der Patientenatmung befreit.
Die gewonnenen Einzelimpulse {\displaystyle p_{n}(t)/{\dot {V}}_{n}(t)} werden mit Hilfe der Fouriertransformation, genauer gesagt der diskreten Fouriertransformation, in den Fourierraum abgebildet.
{\displaystyle P_{n}(j\omega )={\mathfrak {F}}\{p_{n}(t)\}}
{\displaystyle V_{n}(j\omega )={\mathfrak {F}}\{{\dot {V}}_{n}(t)\}}
Die Funktionswerte für einzelne Frequenzen {\displaystyle \omega } werden über alle {\displaystyle N} Impulse gemittelt. Damit können ggf. die, nach der Basislinienkorrektur noch enthaltenen Artefakte der Patientenatmung beseitigt werden.
Der Quotient aus den komplexen Funktionswerten der Fouriertransformation von Druck und Fluss ergibt die oben beschriebene Impedanz.
{\displaystyle Z(j\omega )={\frac {P(j\omega )}{{\dot {V}}(i\omega )}}}
{\displaystyle R(f)={\mathfrak {Re}}\{Z(j2\pi f)\}}
{\displaystyle X(f)={\mathfrak {Im}}\{Z(j2\pi f)\}}
Zur klinischen Diagnose werden Realteil und Imaginärteil der Impedanz herangezogen. Aufgetragen in zwei Graphen über die Frequenzen von 5 Hz bis etwa 35 Hz können dort charakteristische Figuren erkannt werden, die eine Diagnose des Lungenanomalie unterstützen.

## Systemtheoretische Sicht
Aus der Systemtheorie her bekannt lässt sich die Übertragungsfunktion eines unbekannten Systems bestimmen mit Hilfe der Stoßantwort. Ein unendlich hoher Impuls mit infinitesimal kleiner Breite, der Dirac-Impuls, wird als Eingangssignal auf das unbekannte System gegeben. Am Ausgang desselben erkennt man ein Signal, welches, in den Fourierraum abgebildet, die Übertragungsfunktion des zu untersuchenden Systems ergibt.
Den menschlichen Atemtrakt kann man sich dabei als unbekanntes System vorstellen. Ein Druckimpuls wird am Mund des Patienten appliziert. Die Systemantwort ist aufgrund der kurzen Zeit, die der Puls für den Weg aus der Lunge in die Messapparatur benötigt, dem applizierten Impuls direkt überlagert.
Einen idealen Dirac-Impuls kann es in der Realität nie geben und deshalb entspricht der Lautsprecherimpuls einem stark gefilterten Dirac-Impuls ohne diejenigen Frequenzanteile, die der Lautsprecher nicht erzeugen kann.
Diese Betrachtungsweise hilft nur teilweise das Messverfahren zu charakterisieren, scheitert dennoch daran, dass Systemtheorie bei entkoppelten Einzelsystemen anwendbar ist und nicht bei gekoppelten Systemstrukturen. Die Atemwege des Patienten beeinflussen unmittelbar die Impulsgenerierung und ebenso die Übertragung über die Messapparatur. Deshalb dient die Theorie der Systeme lediglich zum besseren Verständnis.